# Melampsora lini
Rouille du lin
Espèce
Melampsora lini est une espèce de champignons basidiomycètes de la famille des Melampsoraceae. C'est un champignon phytopathogène responsable d'une maladie cryptogamique de la rouille chez le lin cultivé (Linum usitatissimum) dont il s'agit de l'hôte unique.

## Description
La maladie de la rouille du lin causée par Melampsora lini se traduit par l'apparition printanière d'écidies (I) oranges et plates de type caeoma, c'est-à-dire non protégées par un pseudo-péridium. Surviennent ensuite des urédies (II) printanières et estivales sur l'ensemble de la plante. Initialement recouvertes par l'épiderme, elles sont en forme de petits coussinets orangés à jaunes. Leurs urédospores (IIsp.) mesurent 15 à 19 μm de long pour 13 à 18 μm de large. Dès la fin du printemps, naissent sur les tiges des télies (III) croûteuses et lisses, brun rougeâtre à noires, faiblement surélevés et entourés par l'épiderme. Leurs téliospores (IIIsp.) colorées de brun jaunâtre et lisses, mesurent 35 à 60 μm de long pour 7 à 10 μm de large,.

## Répartition et impact parasitaire
L'espèce est répandue dans le monde de la plaine à l'étage alpin, où elle peut provoquer par une baisse du rendement en graines et une réduction de la qualité des fibres.

## Organisme modèle
Ce champignon de la rouille a été pendant plusieurs décennies un « organisme modèle »  pour des études génétiques de la virulence de ce pathogène. En particulier, des études menées par le phytopathologiste américain Harold Henry Flor (en) ont montré que des paires uniques de gènes allèles déterminent le phénotype de virulence/avirulence chez des lignées de la plante hôte possédant des gènes de résistance et ont conduit cet auteur à proposer la célèbre hypothèse de la relation « gène à gène ».

## Espèce proche
Melampsora liniperda est une espèce proche pathogène du Lin d'Autriche avec un schéma d'infestation similaire.